# 23 décembre 1936
Le mercredi 23 décembre 1936 est le 358e jour de l'année 1936.

## Naissances
- Ado Sato (mort en 1995), peintre japonais
- Claude Coppens, compositeur belge
- Frederic Forrest, acteur américain
- Henri Prosi (mort le 19 août 2010), peintre français
- James Stacy (mort le 15 septembre 2016), acteur américain
- Mauno Nurmi, joueur professionnel finlandais de hockey sur glace
- Muhammad Ali, musicien de jazz
- Mike Franks, joueur de tennis américain
- Peter Hammer (mort le 27 décembre 2006), mathématicien américain
- Seppo Nikkilä, joueur professionnel finlandais de hockey sur glace
- Willie Wood, joueur américain de football américain

## Décès
- Karl Navrátil (né le 24 avril 1867), compositeur tchècque

## Événements
- Création de Ocmulgee National Monument